# عامر البرقاوي
عامر البرقاوي (مواليد 20 يونيو 1997 - ) اشتهر باسمه المستعار معجزة- (بالإنجليزية: Miracle-)‏، وهو لاعب دوتا 2 أردني-بولندي محترف في فريق Nigma. لقد كان عضوًا في Team Liquid الذي فاز بجائزة The International 2017، والتي كانت تمتلك أكبر مجموعة جوائز للرياضات الإلكترونية في أي بطولة للرياضات الإلكترونية في ذلك الوقت.

## الألعاب الإلكترونية
بدأ تاريخ Miracle مع نوع من ساحة المعركة متعددة اللاعبين عبر الإنترنت مع دفاع القدماء في منتصف العقد الأول من القرن الحادي والعشرين. Miracle- بدأ بلعب Dota 2 كـ "pubstar"، مما يعني أنه لم يلعب بشكل تنافسي، ولكنه حصل على مرتبة عالية في المباريات العامة. كان دخول Miracle - الأول إلى المشهد الاحترافي مع Balkan Bears في أوائل عام 2015، على الرغم من أنه لم يشارك في أي بطولة كبرى وترك الفريق بعد أربعة أشهر فقط.
في وقت لاحق من ذلك العام، وصل Miracle- إلى تصنيف الوسيط داخل اللعبة (MMR) لأكثر من 8000؛ وبذلك تفوق على "w33" عمر وأصبح اللاعب الأعلى مرتبة، تم اختيار Miracle- من قبل فريق (مونكي) بزنس. بعد صفقة رعاية، قامت (مونكي) بزنس بإصلاح نفسها لتصبح OG. بعد فترة وجيزة من تغيير العلامة التجارية، فاز Miracle- والفريق بسباق فرانكفورت ميجور. بعد الانتهاء من المركز السابع والثامن في بطولة شنغهاي الكبرى، فاز Miracle- وOG بسباق مانيلا ميجور و(ESL) One Frankfurt 2016.
في مارس 2016، أصبح Miracle- أول لاعب دوتا 2 يصل إلى 9000 MMR. بعد الترتيب 9-12 في The International 2016، غادر عامر OG كلاعب حر لينضم إلى Team Liquid في سبتمبر 2016. وقد فاز مع باقي أعضاء الفريق بجائزة The International 2017، التي حصلت على أكبر مجموعة جوائز في أي بطولة ألعاب إلكترونية، حيث فازت بجوائز تقارب 11 مليون دولار أمريكي. في نوفمبر 2019، غادر هو وبقية فريق Team Liquid ليشكلوا منظمتهم الخاصة والتي تُدعى Nigma.